# Stejná srdce
Stejná srdce (v anglickém originále The Normal Heart) je americké filmové drama z roku 2014. Natočeno bylo pro televizní stanici HBO podle stejnojmenné klasické divadelní hry Larryho Kramera z roku 1985. Jde o příběh z počátku 80. let, období prudkého rozšíření AIDS, považovaného tehdejší společností za nemoc homosexuálů (gay cancer). Režisérem filmové adaptace je tvůrce seriálů Glee či American Horror Story Ryan Murphy. Mezi výkonnými producenty figuruje mimo jiné Brad Pitt.

## Postavy a obsazení
| Mark Ruffalo     | Alexander „Ned“ Weeks, spisovatel a aktivista                                                |
| Matt Bomer       | Felix Turner, novinář a Nedův přítel                                                         |
| Taylor Kitsch    | Bruce Niles, spoluzakladatel Gay Men's Health Crisis (podle osoby Paula Pophama)             |
| Jim Parsons      | Tommy Boatwright, výkonný ředitel Gay Men's Health Crisis (podle osoby Rodgera McFarlanea)   |
| Alfred Molina    | Ben Weeks, právník a Nedův bratr (podle osoby Arthura Kramera, Kramerova bratra a poručníka) |
| Julia Robertsová | dr. Emma Brooknerová, lékařka a výzkumnice AIDS (podle osoby dr. Lindy Laubensteinové)       |
| Joe Mantello     | Michael R. „Mickey“ Marcus                                                                   |
| B.D. Wong        | Buzzy, zdravotník                                                                            |
| Jonathan Groff   | Craig Donner, Bruceův čerstvý přítel                                                         |
| Finn Wittrock    | Albert, model a Bruceův nový přítel                                                          |
| Denis O'Hare     | Hiram Keebler, asistent starosty New Yorku                                                   |
| Corey Stoll      | John Bruno, poradce prezidenta Reagana                                                       |

## Ocenění
- Critics' Choice Television Award 2014: Nejlepší film[5][6]
- Critics' Choice Television Award 2014: Matt Bomer jako nejlepší herec ve vedlejší roli ve filmu nebo minisérii
- Zlatý glóbus 2015: Matt Bomer jako nejlepší herec ve vedlejší roli v seriálu, minisérii nebo TV filmu

Film se stal také třetím nejčastěji nominovaným dílem na televizní ceny Emmy 2014, po seriálech Hra o trůny a Fargo.